# Т-2 (СЛА)
«Т-2» — сверхлёгкий монодельтаплан ОКБ О. К. Антонова, 1985 года выпуска.

## История
Мотодельтаплан Т-2 производился силами созданного в ОКБ имени О. К. Антонова отделения сверхлёгкой авиации, выпускавшему также дельтапланы «Славутич-УТ» и «Славутич-спорт». Начал проектироваться в 1984 и уже на следующий год летали опытные образцы. Часть изделий предполагалась к использованию в боевых условиях, для потенциальной заброски диверсионных групп в тыл противника. Его применяли, в частности, в Абхазии, а также во время одного из вооружённых арабо-израильских конфликтов. Впоследствии, с распадом Союза ССР, тема малой авиации перешла в руки энтузиастов и поддерживается на уровне спортивных клубов. В дальнейшем были созданы следующие модификации.

### Т-4
Самая сложная из всех существующих систем создания дельтапланов, полая балка с обшивкой из стеклопластика, которая имеет маленькое аэродинамическое сопротивление. Но невозможность сложить таковую усложняет процесс транспортировки. Пример балочной схемы МД — Т-4 на базе спортивного дельтаплана «Славутич-спорт».

### Т-6
В 1982 году Центр сверхлёгких летательных аппаратов при Киевском механическом заводе получил заказ от ГРУ СССР на создание специализированного мотодельтаплана. Схема мотодельтаплана (МДП) показалась более привлекательной из-за удовлетворительных лётных характеристик, малого расхода топлива, сравнительно низкой стоимости аппаратов, невысоких требований к квалификации пилотов и относительной безопасности полёта, а также возможности крупносерийного производства. Конечно, учитывали и такие недостатки МДП, как зависимость от погодных условий, приличные физические нагрузки, дискомфорт и необходимость экипажу хорошо утепляться при полётах зимой. В числе общих требований к разработчикам были и необычные: создание одномоторного двух- и четырёхместного легко разбираемого и собираемого аппарата, компактного при хранении, с возможностью подъёма через рубочный люк подводной лодки и перевозки в десантных отделениях БМП и БМД. В ходе проектирования и испытаний были отработаны малошумные винты, глушители впускного и выпускного трактов двигателей, было достигнуто значительное снижение инфракрасной сигнатуры и аэродинамических шумов. Объединить все эти противоречивые требования оказалось непросто, экспериментальные аппараты получили шифры Т-2, Т-4 и Т-6.